# Flughafen Yamaguchi-Ube

i7
i11
i13
Der Flughafen Yamaguchi-Ube (japanisch 山口宇部空港 Yamaguchi-Ube Kūkō, IATA-Code: UBJ, ICAO-Code: RJDC) ist der Flughafen der japanischen Stadt Ube in der Präfektur Yamaguchi. Der Flughafen Yamaguchi-Ube gilt nach der japanischen Gesetzgebung als Flughafen 2. Klasse. Derzeit gibt es von diesem Flughafen aus nur Inlandsflüge. Der Flughafen befindet sich direkt an der Küste auf dem Gebiet der Stadt Ube.